# Isn't Life Wonderful
Isn't Life Wonderful és una pel·lícula de cinema mut dirigida per D. W. Griffith i protagonitzada per Carol Dempster i Neil Hamilton. Produïda per la D. W. Griffith Productions i distribuïda per la United Artists, es va estrenar el 1 de desembre de 1924. El guió està basat en lel relat "Isn’t Life Wonderful?" de Geoffrey Moss.

## Argument
Una família de Polònia ha quedat sense llar amb l'arribada de la Primera Guerra Mundial. Marxen cap a Alemanya i lluiten per sobreviure durant la Inflació Gran. Inga (Carol Dempster) és una noia orfa de guerra polonesa que només ha acumulat una quantitat petita de diners del codolar i té esperances de casar-se amb Paul (Neil Hamilton). Debilitat per gas verinós, Paul comença per invertir en el futur d'Inga i s'anima amb el seu optimisme.

## Repartiment
- Carol Dempster com a Inga
- Neil Hamilton com a Paul
- Erville Alderson com al Professor
- Helen Lowell com a L'àvia
- Marcia Harris com a La tia
- Frank Puglia com a Theodor
- Hans Adalbert Schlettow com a Dirigent dels Treballadors
- Paul Rehkopf com a Treballador Afamat
- Walter Plimmer com a L'americà
- Lupino Lane com a Rudolph
- Robert Scholtz
- Dick Sutherland
- Louis Wolheim

## Producció i crítica
La majoria de les escenes van ser filmades a Alemanya i Àustria. Només una va ser filmada a un estudi de Nova York. Les estrelles de la pel·lícula foren Carol Dempster i Neil Hamilton. La pel·lícula fou un fracàs en la recaudació i Griffith abandonà United Artists.
La pel·lícula va rebre algunes crítiques positives a l'època, i la seva valoració ha augmentat considerablement des de llavors. Durant mot temps fou consideratda una de les millors pel·lícules de Griffith.